# Karl Tratt

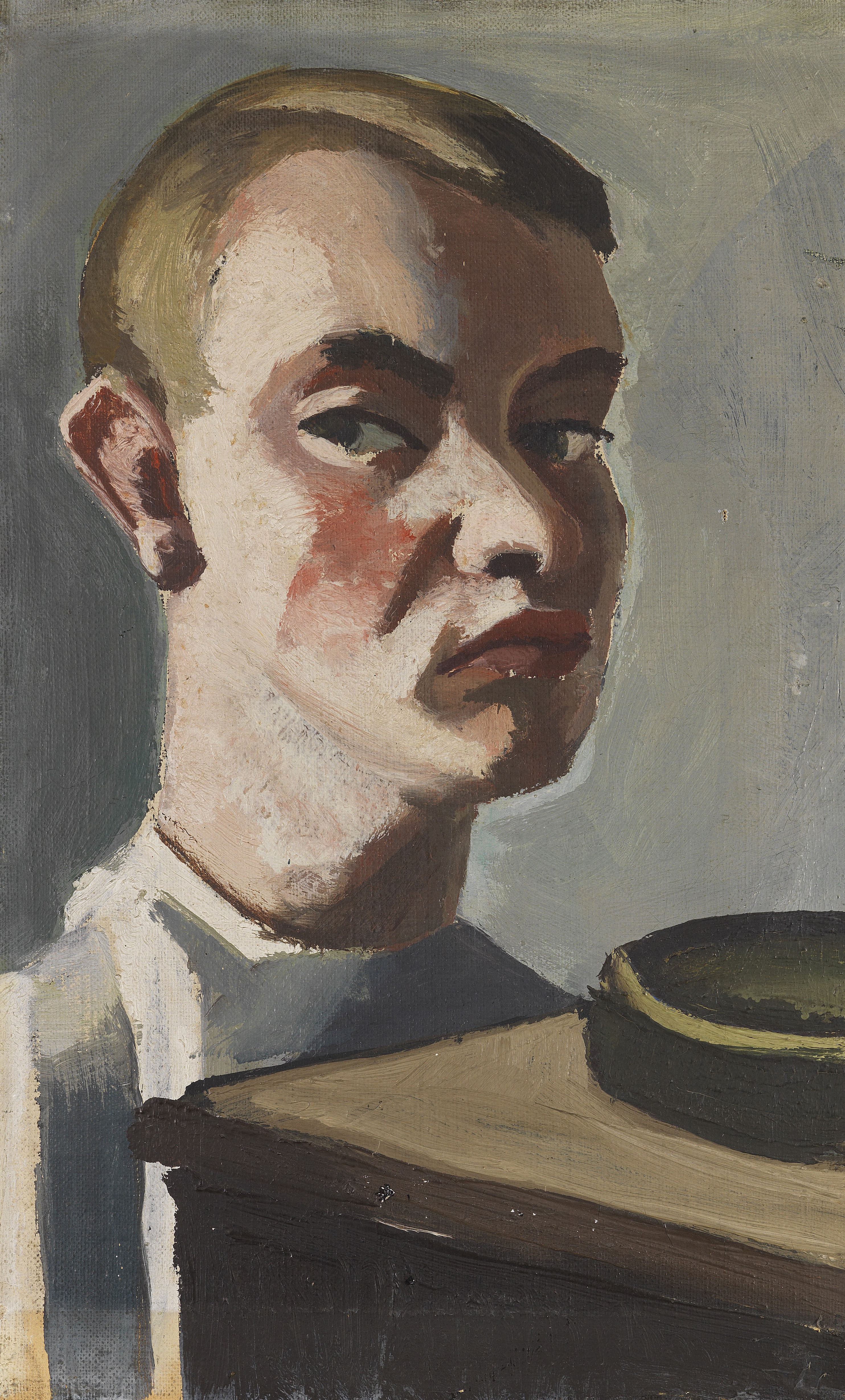
Selbstbildnis 1920

Karl  Tratt (* 15. Dezember 1900 in Sindlingen; † 16. Dezember 1937 in Frankfurt am Main) war ein deutscher Maler der Moderne.
Karl Tratt erlernte zunächst den Beruf des Weißbinders. In den Jugendjahren zeigte er ein großes Interesse für Philosophie und Musik.
Er fing an als Autodidakt zu zeichnen, aber erst 1924 begann er das Studium an der Frankfurter Städelschule bei Franz Karl Delavilla. 1926 wurde Tratt in die Meisterklasse von Max Beckmann in der Städelschule aufgenommen. In seinen frühen Werken ist der Einfluss Beckmanns bemerkbar. Die Ausstellung „Junge Künstler“ im Jahr 1930 brachte ihm Erfolg. Er löste sich schrittweise vom Einfluss Beckmanns. Tratt zeigte seine Werke auf Ausstellungen in Frankfurt, Stuttgart, Berlin und Paris. Finanziell brachte das ihm wenig und er war auf die Frankfurter Künstlerhilfe angewiesen und wie andere notleidende Frankfurter Künstler erhielt er durch Ankauf Hilfe von der Frankfurter Kunstsammelstelle. Aus deren Bestand wurde 1937 in der Nazi-Aktion „Entartete Kunst“ seine Tafelbild Jüdin beschlagnahmt und vernichtet. Die schwierige berufliche und finanzielle Lage Karl Tratts verschlechterte sich weiter, als bei ihm 1934 die Tuberkulose diagnostiziert wurde. Im Jahr 1935 kam er in ein Sanatorium in Davos. 1936 verließ Karl Tratt ohne Heilungserfolg das Sanatorium und kehrte 1936 nach Frankfurt zurück, wo sein Bruder ihn bei sich aufnahm. Er fing an, unter dem Pseudonym „Vinzent Caté“ seine Zustände niederzuschreiben und Erzählungen zu dichten. Im April 1937 kam Tratt in ein Frankfurter Krankenhaus, wo er einen Tag nach seinem 37. Geburtstag starb.